# Icona de web
Una icona de web o favicon (abreviatura de l'anglès favorites icon, o icona de punts o d'adreces d'interès) és una icona que s'associa amb un lloc web. El nom prové del fet que en un principi s'usaven exclusivament per identificar gràficament els llocs web que es desaven en el navegador com a punts o adreces d'interès (el nom varia segons el navegador). Més endavant, amb l'adveniment de les pestanyes de navegació, també s'hi utilitzen, afavorint la identificació del lloc web visitat.
Per a crear una icona de web, cal que la imatge tingui una mida de 16 x 16 píxels, i un format .ico (no GIF, no JPG, no BMP...).